# Pointer inglese
Il pointer è una razza canina di origine britannica che prende il nome dalla sua capacità di puntare la preda (to point in lingua inglese).
Le origini della razza non sono chiare visto che gli allevatori francesi, spagnoli ed italiani rivendicano l'apporto di sangue dei rispettivi bracchi nazionali nella selezione della razza, che comincia a raccogliere i primi successi venatori dopo il 1800.

## Origine e storia
Le origini di questa razza conservano, ancora oggi, una buona parte del loro mistero.
Secondo alcuni, per rintracciarne la provenienza si potrebbe risalire al «cane che caccia in pianura lontano dagli uomini» di cui fa menzione Arrien nel II secolo. Tuttavia, dopo essere stato probabilmente selezionato in Italia, Francia o Spagna, esso è stato considerato inglese al 100% ed è servito a migliorare la maggior parte dei suoi "cugini" d'oltremanica.
Riguardo alla collocazione precisa della prima selezione, cioè se la razza sia originariamente italiana, francese o iberica, le opinioni degli esperti sono ancora contrastanti.
Come è naturale, alcuni specialisti italiani hanno fatto discendere una razza così stimata dal Bracco Italiano, mentre certi autori francesi hanno sostenuto che il Braque Français non sia estraneo al miglioramento del pointer; ma più numerosi sono i sostenitori di un'origine spagnola. Questi autori sostengono che il bracco spagnolo sarebbe stato importato in Gran Bretagna tra il 1705 e il 1713 (data del trattato di Utrecht) da ufficiali e soldati inglesi reclutati al seguito del conte di Peterborough nella guerra di successione spagnola, e che, a partire dal 1720, i cacciatori spagnoli si sarebbero impegnati nel miglioramento dei cani da ferma spagnoli.
Tuttavia, anche considerando che la selezione durò più di un secolo, si resta sbigottiti davanti al risultato finale: una trasformazione radicale; il perdiguero spagnolo (o perdiguero de Burgos) è infatti il più grande e pesante dei bracchi continentali, con un corpo e una testa sviluppati, ricoperti da una pelle floscia, con un fiuto molto fino, ma assai lento e portato a lavorare nelle vicinanze del conduttore.
L'abilità - se non addirittura la genialità - degli allevatori inglesi è fuori discussione; ciò nonostante resta curiosa la scelta di prendere il cane più bonaccione e di maggior peso per costruire un galoppatore di razza, pur incrociandolo sapientemente con bloodhound, foxhound, levriero, e bull terrier o bulldog.
Rimane certo, in ogni caso, che il pointer è stato chiamato per lungo tempo Old Spanish Pointer.

## Caratteristiche
Il pointer è un cane dal pelo raso, liscio, di vari colori: bianco, marrone, nero, arancio, fulvo, rosso.
Adatto alla ricerca ed alla ferma della preda, rispetto ai primi soggetti, oggi i pointer (soprattutto per merito di alcuni allevatori ed addestratori inglesi) dimostrano anche buone capacità di riporto della selvaggina.
Il pointer necessita di gran movimento anche quando è a riposo dall'attività venatoria.
Con il padrone e gli uomini è solitamente docile, affidabile e vivace.
È considerato uno dei cani più eleganti nella caccia, sia per la ferma, che per il galoppo a testa alta per scovare il selvatico anche in ambienti vasti, grazie al fiuto molto sviluppato.
È un galoppatore impetuoso, velocissimo, allungato.
Classico cane da starne, la sua passione venatoria non ha eguali.

## Diffusione
Elegante e nobile nel portamento, il pointer è diffusissimo anche al di fuori dall'Inghilterra.